# Genètica de poblacions del Marroc
La genètica de poblacions del Marroc engloba la història genètica del poble marroquí, i la influència genètica d'aquesta ascendència en les poblacions mundials. Ha estat fortament influenciada per la geografia.
En temps prehistòrics, la regió del desert del Sàhara cap al sud, i el mar Mediterrani cap al nord, eren importants barreres geogràfiques. L'Àsia occidental i nord-oriental formaven una única massa de terra al Suez. El Magrib i l'Europa del Sud-Oest estaven separats per només 15 km als estrets de Gibraltar, i una distància similar separa la Banya d'Àfrica de la península Aràbiga a l'estret de Bab el-Màndeb. Durant períodes de baix nivell del mar, com durant un màxim glacial, les illes que actualment estan submergides al Mediterrani, i possiblement entre els estrets de Gibraltar, podrien haver estat habitables. Aquests podrien haver encoratjat la difusió bidireccional dèmica entre Àfrica i Europa. En èpoques més plujoses al Sàhara, algunes poblacions a l'Àfrica central s'haurien desplaçat cap al nord i a parts meridionals de l'Àfrica del Nord. Les poblacions de l'oest asiàtic també haurien anat cap al Sàhara humit, i hi van arribar des del Suez, el Bab el-Màndeb o el Mediterrani.
Com a conseqüència d'aquestes influències geogràfiques, el perfil genètic de la població marroquina és un mosaic complex de llinatges autòctons magrebins, a més d'elements del nord i l'oest d'Àfrica, l'oest d'Àsia i d'Europa en grau variable. Tot i que l'Àfrica nord-occidental va experimentar flux genètic de les regions properes, també ha passat per llargs períodes d'isolació genètica en algunes parts. Això ha permès que evolucionessin marcadors genètics diferenciats en algunes poblacions magrebines, especialment en certs grups isolats que parlen amazic.

## Prehistòria i antiguitat
L'àrea de l'actual Marroc ha estat habitada des del Paleolític, entre el 90000 i el 190000 aC. Durant el Paleolític superior, el Magrib era més fèrtil que en l'actualitat, i s'assemblava més a una sabana que al paisatge àrid d'avui dia. Fa 22.000 anys, l'Aterià va ser reemplaçat per la cultura iberomaurità, que guardava semblances amb les cultures ibèriques. S'han observat similituds esquelètiques entre enterraments iberomauritans Mechta-Afalou i restes cromanyones europees. La indústria iberomauritana al Marroc va ser succeïda per la cultura capsiana.
Els fenicis van arrossegar poc a poc l'Àfrica del Nord i el Marroc al món mediterrani emergent, i van establir-hi colònies comercials i assentaments a principis del període clàssic. Mogador era una colònia fenícia des de principis VI aC. Més endavant, el Marroc va passar a formar part d'un imperi del nord d'Àfrica amb capital a Cartago. El primer estat marroquí independent conegut va ser el Regne amazic de Mauritània sota el rei Boccus I. Aquest regne al nord del Marroc, que no s'ha de confondre amb l'actual estat de Mauritània, data almenys del 110 aC.
L'Imperi Romà va controlar aquesta regió des del segle i aC, i la va anomenar Mauritània Tingitana. S'hi va introduir el cristianisme el segle ii i va rebre conversos entre esclaus i grangers amazics. El segle v, durant el declivi de l'Imperi Romà, els vàndals van enviar la regió des del nord, i posteriorment ho van fer els visigots. El segle vi, el Marroc del Nord nominalment formava part de l'Imperi Romà d'Orient; durant aquesta època, els habitants amazics de les muntanyes de l'interior del Marroc seguien sent insubmisos.

## Inicis de l'era islàmica
El 670 es va produir la primera conquesta islàmica de la plana costanera del nord d'Àfrica sota Uqba ibn Nafi, general que servia sota els omeies de Damasc. Els musulmans omeies van portar al Marroc la seva llengua, el seu sistema de govern i l'islam. Molts dels amazics es van convertir a poc a poc a l'islam, especialment després que retrocedís el domini àrab. El primer estat musulmà independent de l'àrea del Marroc modern va er el Regne de Nakur, un emirat a les Muntanyes del Rif. El va fundar Salih I ibn Mansur el 710, com a estat clientelar del Califat Rashidun. Després de la Gran Revolta amaziga el 739, els amazics van formar altres estats independents com Miknasa de Sijilmasa i Barghawata.
Segons una llegenda medieval, Idrís al-Àkbar s'havia escapat al Marroc després de la massacre abbàssida de la seva tribu a l'Iraq. Va convèncer les tribus amazigues que trenquessin la seva lleialtat amb els distants califes abbàssides de Bagdad i va fundar la Dinastia Idríssida el 788. Els idríssides van establir Fes com a capital i Marroc es va convertir en el centre d'aprenentatge musulmà i en un poder regional destacat. El Califat Fatimita iels seus aliats Miknasa van fer caure els idríssides el 927. Després que els Minkasa trenquessin relacions amb els fatimites el 932, els Maghrawa de Sijilmasa els van treure del poder el 980.

### Dinasties amazigues
A partir del segle xi van aparèixer poderoses dinasties amazigues. Sota les dinasties almoràvit i almohade, el Marroc va dominar el Magrib, bona part de l'actual Espanya i Portugal, i la regió del Mediterrani occidental. Durant els segles xiii i xiv els maríniades van ser al poder al Marroc i van intentar replicar els èxits dels almohades en campanyes militars a Algèria i Espanya. Els wattàssides els van succeir. El segle xv la Reconquesta va acabar el regnat musulmà al centre i al sud d'Espanya, i molts musulmans i jueus van fugir al Marroc. Els esforços portuguesos per controlar la costa atlàntica el segle xv no van afectar l'interior del Marroc. El 1520 Marroc patia una fam dura, amb la població del país podent haver caigut dels 5 milions als 3 milions d'habitants a principis dels segles xvi i xvii.